# Южанская, Вера Николаевна
Вера Николаевна Южанская (род. 4 ноября 1956, Ростов-на-Дону) — российская журналистка, директор, главный редактор ГУП «Редакция газеты „Наше время“» (с 2000 года по наст. время), председатель Ростовского областного отделения общероссийской общественной организации «Союза журналистов России» (2009—2021). Заслуженный работник культуры Российской Федерации (1998).

## Биография
Родилась Вера Николаевна 4 ноября 1956 года в городе Ростове-на-Дону. Поступила учиться в Ростовский государственный университет. Свою трудовую деятельность Вера Южанская начала во время учёбы в РГУ, со второго курса была сотрудником газеты «Комсомолец». В 1978 году Вера Николаевна Южанская окончила филологический факультет (отделение журналистики) Ростовского государственного университета.
Позже в 1983—1984 годах Вера Южанская работала в Магаданском областном комитете по телевидению и радиовещанию. Потом уехала в свой родной город Ростов-на-Дону и продолжила свою журналистскую деятельность в родной газете «Комсомолец», в которой прошла от нештатного корреспондента до главного редактора газеты «Наше время» (с 1997 года), а с 2000 года по настоящее время — директор, главный редактор ГУП «Редакция газеты „Наше время“».
Вера Николаевна Южанская — член Общественного совета при ГУ МВД России по Ростовской области, член Экспертного совета по региональным печатным СМИ при Минкомсвязи России, учредитель АРС-ПРЕСС. В течение 12 лет Вера Николаевна была председателем Ростовского областного отделения общероссийской общественной организации «Союза журналистов России» (2009—2021).
Главный редактор газеты «Наше время» — Южанская Вера Николаевна говорит: «…профессия „Журналист“ — это из разряда вечных. Мы же не механические передатчики информации. Журналистика — это не просто фактография. Это отношение пишущего человека к происходящему, а это всегда будет интересно людям…».

## Заслуги
Указом Президента Российской Федерации от 6 мая 1998 года № 496 Вере Николаевне Южанской было присвоено почётное звание Заслуженный работник культуры Российской Федерации. В 2012 году (распоряжение Губернатора Ростовской области от 12.01.2012 № 3) награждена медалью ордена «За заслуги перед Ростовской областью». Вера Николаевна Южанская награждена памятным знаком «300 лет российской прессы», присвоено почётное звание «Журналист года» Регионального фонда защиты прав творческой интеллигенции, дважды лауреат творческого конкурса имени Н. Погодина, в 2010 году стала лауреатом премии Правительства России в области печатных СМИ, в 2020 году — лауреат специальной премии «За содействие повышению доверия к СМИ со стороны граждан и развитие региональной журналистики».